# 蔡端
蔡端（1914年6月27日—1997年9月15日），乳名端生，族谱名泽琨，男，汉族，湖南邵阳人，生于北京，中国民主同盟盟员，中国人民政治协商会议全国委员会委员、全国政协文史资料委员会委员，毕业于北平辅仁大学史学系。

## 生平
1914年6月27日，出生于北京，为蔡锷将军长子，潘蕙英夫人所生，因生于农历五月初五日，故取乳名为端生，后过继与刘侠贞夫人。，1935年参加过一二·九和一二·一六反日示威运动并受伤。1937年毕业于北平辅仁大学史学系，曾任中华民国国民政府外交部情报司科员。1945年4月3日，权理驻南非約翰尼斯堡總領事館隨習領事，1949年1月14日，被正式任命为驻約翰尼斯堡總領事館隨習領事，任职至1949年8月12日。后继续在国民政府外交部任职。
1950年，在朱德安排下，蔡端在华北人民革命大学政治研究院学习，曾任《光明日报》编辑，全国政协文史办公室编辑等职。曾先后当选为第六、七、八届全国政协委员。
1997年9月15日，因病逝世于北京，终年84岁。

## 家族[5]
- 父：蔡锷，湖南邵阳人，清末民初政治人物、军事家、護國戰爭領導人、雲南軍閥。
- 母：潘蕙英，云南晋宁人。
- 妻：刘淑云，湘南起义将领刘铏之女，解放战争后先后在中华人民共和国文化部和第一机械工业部工作。
- 女：
  - 蔡安慈，长女，北京市第二十九中学退休。
  - 蔡愉慈，次女，包头钢铁学院退休，曾任内蒙古自治区政协第七、八届委员。
  - 蔡慰慈，三女，北京市百万庄小学（北京市西城区展览路第一小学分校）退休。
  - 蔡爱慈，四女，北京市第二轻工业局音响厂退休。
  - 蔡顺慈，五女，中华全国工商业联合会退休。